# Super Combo Los Tropicales
Súper Combo Los Tropicales es una agrupación musical venezolana de música bailable fundada en la ciudad de Maracaibo,Estado Zulia en el año 1963.

## Comienzos y Origen
La orquesta fue fundada en el año de 1963 por Sante Pizzare, Giuseppe Terenzio y Mario Zachedu, junto con Tino Rodríguez saxo tenor y clarinete, Mario Alfaro saxo alto,Omer Medina en el Bajo, Heberto Valladares en la Tumbadora Edilio Vera en la percusión. Tino Rodríguez tenía una agrupación musical llamada El Combito, con la cual ya había grabado dos discos de 45 RPM y uno de 78 RPM. Tino Rodríguez tenía la idea de grabar un disco con la conformación orquestal de cinco saxofones entonces, convocó a los cinco músicos para colaborar en la grabación del tema Falcón, de su autoría con dicha conformación y estructura instrumental, novedosa y única, por su sonoridad y la calidad de los músicos lo que causó admiración a Sante Pizzare, quién le sugiere a Tino Rodríguez formalizarla y llamarla Supercombo como referencia al nombre de su grupo musical El Combito, a Tino Rodríguez le agrada la idea y le agregan Los Tropicales, por el ritmo tropical Orquídea creado por Hugo Blanco, que es el ritmo del tema Falcón; Sante Pizzare anima a Tino Rodríguez y le brinda su padrinazgo, es así como desde entonces el grupo se bautiza como Supercombo Los Tropicales. La orquesta debuta oficialmente el 19 de abril de 1963 en una fiesta vespertina en el Club Bellavista de la capital Zuliana. El debut fue un éxito, y el tiempo reconoció al Supercombo Los Tropicales como una de las orquestas más populares del país.

## Instrumentación
Como agrupación musical bailable el Super Combo instituyó una característica original en la instrumentación, pues optaron por no utilizar trompetas o trombones entre los instrumentos de
viento. Se limitaron al uso de los saxofones y clarinetes, conjuntamente con el uso de órgano y piano.
Así, dos saxos alto, dos saxos tenor, y, un saxo barítono., y en las interpretaciones que así lo requerían, hacían uso del clarinete, generalmente para ejecutar un "solo", que podía ser interpretado por el maestro Sante Pizzare, hábil con este instrumento, así como con el saxo tenor; o bien, Giuseppe Terenzio, quien a su vez ejecutaba el saxo alto.
Tal vez, esta instrumentación, confería a su música características muy propias que llegaron a ser de gran aprecio por parte del público.

## Primeros discos
El primer disco del grupo fue un larga duración, de doce pistas, titulado Bailables con el Super Combo Los Tropicales, grabado en Maracaibo, en Fonográfica del Zulia. Entre los temas grabados este disco incluyó "Falcón", ritmo orquídea, "Gaita merengue", así como el bolero "Sueño de amor", los tres cantados por Celestino Rodríguez y de su misma inspiración. También el son "Achichipachi", original de Giuseppe Terenzio y cantado por Martha Rey, en cuya voz se incluyó también el bolero "Acaríciame".
La difusión de este disco fue escasa, quizás debido a limitaciones de la empresa disquera. De este modo la agrupación decidió buscar nuevos caminos y en el lapso de julio a noviembre de 1965 con el sello Discomoda, grabaron dos discos LD, de doce pistas. El primero de ellos, contenía entre sus temas música colombiana ya conocida; pero, también algunos temas inéditos
que algunos de los integrantes del conjunto componían, tal como el bolero "Collar del lago", original de Giuseppe Terenzio. 
Más adelante fueron publicadas otras grabaciones con el sello Discomoda. 
Hacia el año 1970 el Super Combo se cambió al sello Odeón EMI, con el cual solo grabó dos LD.
En el año 1972, el grupo firma contrato con el sello Top Hits para grabar una serie
de discos.

## Nuevos temas
El Super Combo llegó a interpretar casi toda clase de temas musicales del género popular bailable. Sin embargo, tuvieron especial predilección por la interpretación de la música de Colombia; sobre todo porros, cumbias y paseitos, tales como "Río Chicagua", "El trapiche","La banda borracha"," La saporrita",
"El alegrón", "Cumbiamberita" y "El vaquero", entre otros. Pero también incursionaron en el
género del bolero, con temas como "Motivos", "El collar del lago", original de Giuseppe Terenzio, en homenaje al recién inaugurado "Puente General Rafael Urdaneta", sobre el Lago de Maracaibo. Igualmente, la agrupación incursionó en el género rítmico cubano, con guarachas como "Don Toribio", en la voz de Willy Quintero, y "Juana Guaguancó", en la voz de José "Cheo" Matos. Interpretaron también merengues dominicanos, como "Masa massa", "Yanicó" y "Confesora", entre otros.
Hasta este período todas las grabaciones del Super Combo Los Tropicales fueron realizadas en la
modalidad monofónica, no obstante que la técnica estereofónica ya tenía, para ese momento, muchos años de vigencia en la grabación de discos.
En el 2015, Super Combo los Tropicales reúne en su nuevo álbum HEFZIBA los temas "Pensando Estoy Yo" en la voz de Oscar D´Leon, "El Amor Amor" a dúo con Leopoldo Blanco y Willy Quintero, "Mi Caleña" interpretado por Ronald Borjas, "Tu y Yo" por Nelson Arrieta, "Compadre Polo" grabado por Rafael "El Pollo" Brito, "Bueno como Nadie" con la eterna Reina de la Cumbia Doris Salas, "Regresa Corazón" por Tania de Venezuela, "Lamento de Cumbia" "La Garrapata" "El Destino" "Cien Porros" estos cuatro temas grabados por Tony Domínguez, "Leche y Miel" por Nelida Ferrer y Danielita Quintero (Hija del maestro Germán Quintero) "Respetame" este bolero grabado por Robert Richards, "Yo no creo en los hombres" Vanessa Galué, "Caminito verde" Germán Quintero como cantautor.

## Nuevas grabaciones
Se presentó la posibilidad de efectuar contrato con el sello Philips en la modalidad estereofónica. Para entonces fue integrado al grupo Juan Belmonte, saxofonista, en sustitución de Mario Alfaro. De este modo es publicado cerca de la Navidad de 1974, otro LD, El agente viajero, con Argenis Carruyo. Al siguiente año sale al público un nuevo larga duración: Mi tierra es así, también en la voz de Argenis. Justamente en 1983, el grupo cumple veinte años de actividad incansable y se decide publicar un "Homenaje" en recuerdo de los primeros triunfos, y surge así otro LD con la inclusión de muchos de aquellos temas, grabados años atrás.
Transcurriendo la década de los ochenta, y, aún con el sello Philips; y con nuevos cantantes es publicado un nuevo disco, interpretado por Nelson Martínez, Nilka Riera y Oscar Borjas.
Algunas de las interpretaciones de la agrupación son originarias de integrantes de la misma. Precisamente, en este disco fue incluida la cumbia "Una italiana en Colombia", compuesta por el saxofonista Juan Belmonte; así como el merengue dominicano "Llora el saxofón", compuesto por Nelson Martínez. 
Ya fallecido el maestro Sante Pizzare, se decidió, en 1998 lanzar un CD, con motivo de haberse cumplido treinta y cinco años de la fundación del grupo. 
A comienzos del año 2008 fallece Giusseppe Terenzio.
Asume las riendas del Super Combo el Maestro Germán Quintero desde el 2010 hasta el 2 de agosto de 2019 día de su fallecimiento en la ciudad de Medellín - Colombia, bajo su dirección musical El Super Combo los Tropicales vuelve a los estudios de grabación con el álbum independeinte HETZIBA, con arreglos del maestro Quintero, en esta producción están como invitados especiales El Sonero del Mundo Oscar D´León, Leopoldo Blanco, Nelson Arrieta, Willy Quintero, Ronald Borjas, Tania de Venezuela, Doris Salas, Rafael El Pollo Brito y los cantantes de la orquesta Tony Domínguez, Nelida Ferrer y Roberts Richard.

## Integrantes fundadores
- Sante Pizzare - Director-fundador - Saxofón tenor y clarinete
- Mario Zacheddu - Órgano-fundador
- Giuseppe Terenzio - Saxofón alto y clarinete - Arreglos musicales-fundador
- Celestino Rodríguez - saxofón tenor y cantante fundador.
- Omer Medina Añez - Contrabajo-fundador
- Mario Alfaro - Saxofón alto
- José Ángel Primera - Saxofón barítono
- Cruz Hernández - batería
- Edilio Vera - Percusión
- Heberto Valladares - Tumbadora
- Martha Rey - Cantante
- Norman Villasmil - Cantante
- Willy Quintero - Cantante
- Nelson Henríquez - Cantante

## Discografía parcial
- Bailables con el SuperCombo Los Tropicales - Fonográfica del Zulia(1963)
- Más bailables al estilo del SuperCombo - DCM445 Discomoda(Estudio Fidelis) (1965)
- Siga bailando con el SuperCombo - DCM459 Discomoda (1965)
- Éxitos Bailables Super Combo Los Tropicales - DCM475 (1966)
- Al compás del trópico - ODEON OLP7150 (1970)
- Paraíso del mar - ODEON OLP7284 (1971)
- Tropical 2 - top hits TH1065 (1972)
- Tropical 3 - top hits TH1095 (1973)
- Super - PHILIPS 40113 (1975)
- Insuperable! - PHILIPS (1976)
- Super bailables, super latino - PHILIPS (1978)
- Clase Aparte - PHILIPS (1979)
- Violentísimo - DCM2000 (1979)
- Despampanante - PHILIPS 40246 (1980)
- Hefziba - INDEPENDIENTE (2015)

## Discografía
Discomoda Más bailables al estilo del Super Combo DMC445
- Massá massá
- Preciosa
- Merecumpachá
- Maracaibo
- Cumbia tropical
- La bella Josefina
- El alegrón
- El collar del lago
- Lamento negro
- Cumbiamberita
- La novia del pescador
- Confesora

Discomoda Siga bailando con el Super Combo DCM459
- La banda borracha
- La negra Celina
- Pedacito de mi alma
- Ay, mi sombrero
- El tragón
- Yanicó
- Tumbando coco
- La cigüeña
- La picinga
- El vaquero
- Súplica
- Lalito

EMI Odeón Al compás del trópico OLP7150
- Bala papa
- Golpe caliente
- Mira, mira, mírala
- Voy a amanecer
- Mosaico colombiano
- El regañado
- Reina de la cumbia
- Cabeza de hacha
- El mamón
- El trapiche
- Me picó la araña

EMI Odeón Paraíso del mar OLP7284
- Paraíso del mar
- El burro fumador
- Soy cenegalero
- Ay, compa
- La celosa
- El burriquito
- La caja negra
- Palomita blanca
- La bandolera
- Salitre y cumbia
- Tambora y fiesta
- Que hombre tan simpático

TH top hits Tropical 2 TH 1065
- La pelota caliente[4]
- Valledupar
- La agarradera
- Mi gran amigo
- Si tu no, la otra
- Pegapalo
- Queja negra
- Sabes
- Las marionetas
- Bla, bla, bla
- Pobrecito corazón
- Vallenata

Philips Super 40113
- Indio tairona
- El dividivi
- Color café
- Serenata lacustre
- Allá en la playa
- El reloj
- Muchacha
- El negrito Juan
- Como una chica cualquiera
- Llora que llora
- Mosaico

Philips ...Despampanante! 40246
- El inglesito enamorado
- El chofer
- Los tambores
- Una italiana en Colombia
- Mosaico venezolano N.º 2
- Cuidado con el apellido
- Bailando hasta amanecer
- Francisquito el policía
- Enamorada
- Se formó la cosa
- Llora el saxofón

"Producción independiente 2015" Hetfziba.
- Bueno como nadie - Doris Salas
- Pensando estoy yo - Oscar D'Leon
- Lamento de Cumbia - Tony Domínguez
- Regresa Corazón - Tania de Venezuela
- Respetame - Robert Richards
- Yo no creó en los hombres - Vanessa Galué
- Leche y miel - Nelida Ferrer y Andrea Quintero
- Porro y nada más - Tony Domínguez
- Mi Caleña - Ronald Borjas
- La Garrapata - Tony Domínguez
- Amor amor - Willy Quintero y Leopoldo Blanco
- Caminito Verde - Germán Quintero
- Tu y Yo - Nelson Arrieta
- El Destino - Tony Domínguez
- Compadre Polo - Rafael "El Pollo" Brito